# Ardalan Esmaili

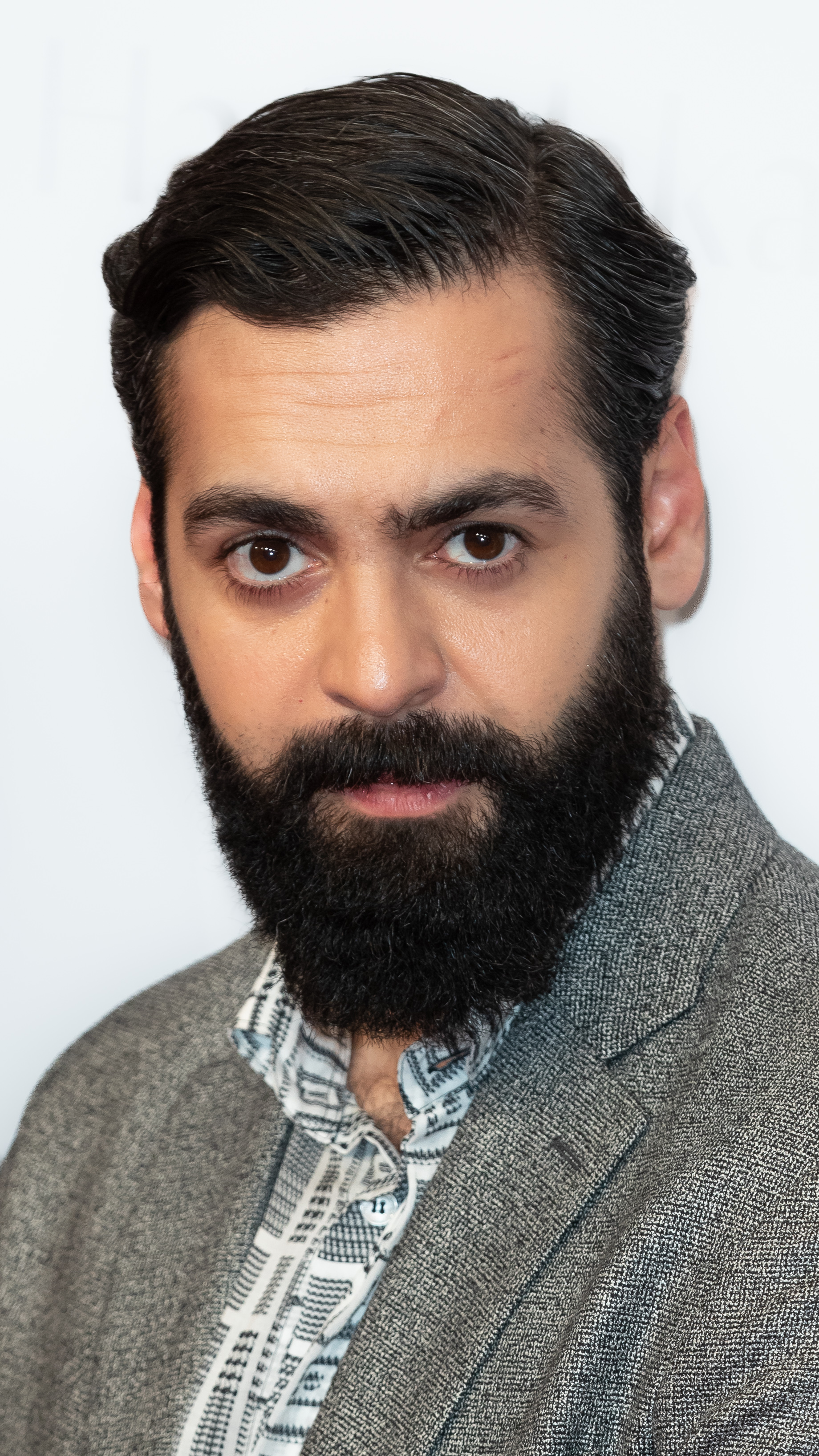
Ardalan Esmaili (2019)

Ardalan Esmaili (* 22. März 1986 in Teheran) ist ein schwedischer Theater- und Filmschauspieler. 

## Leben
Der 1986 in Irans Hauptstadt Teheran geborene Ardalan Esmaili wuchs in der schwedischen Provinz Västerbotten auf. Nach seinem Abschluss an der Stockholmer Universität erhielt er größere Aufmerksamkeit durch seine Rolle in dem Ein-Personen-Stück No Title, das am Stockholm Civic Theatre gezeigt wurde. Es folgte ein Engagement am Königlichen Dramatischen Theater, dem schwedischen Nationaltheater, in Stockholm.
In der Fernsehserie Greyzone – No Way Out spielte Esmaili den Terroristen Iyad. Es folgte eine Arbeit für Sea Fever von Neasa Hardiman.
Im Rahmen der Berlinale 2019 wurde Esmaili als European Shooting Star ausgezeichnet.
Er ist mit der schwedischen Schriftstellerin, Moderatorin und Schauspielerin Evin Ahmad liiert.

## Filmografie (Auswahl)
- 2007: Ett-Två-Tre Martyr! (Kurzfilm)
- 2016: Kommissar Beck (Fernsehserie, 1 Folge)
- 2017: The Charmer (Charmören)
- 2017–2020: Rebecka Martinsson (Fernsehserie, 9 Folgen)
- 2018: Greyzone – No Way Out (Greyzone, Fernsehserie, 10 Folgen)
- 2019: Ser du månen, Daniel
- 2019: Domino
- 2019: Angriff aus der Tiefe (Sea Fever)
- 2022: Operation Schwarze Krabbe (Svart krabba)
- 2023: Motståndaren
- 2023: A Beautiful Life
- 2024: Jakt
- 2024: Der Helicopter Coup (Fernsehserie, 8 Folgen)
- 2024: Mit zitternden Händen (Deliver Me)

## Auszeichnungen
Bodil
- 2019: Nominierung als Bester Hauptdarsteller (Charmören)

Internationale Filmfestspiele Berlin
- 2019: Auszeichnung als European Shooting Star